# Richard Manning (Drehbuchautor)
Richard Manning (* 20. Jahrhundert) ist ein US-amerikanischer Drehbuchautor und Fernsehproduzent. Besondere Bekanntheit erlangte er durch seine Arbeit in Raumschiff Enterprise – Das nächste Jahrhundert und der Ablegerserie Star Trek: Deep Space Nine.

## Leben
Manning wuchs in verschiedenen Vororten von Cleveland im US-Bundesstaates Ohio auf, wo er bis 1971 die Bedford High School besuchte. Danach studierte er Filmproduktion an der University of Southern California in Los Angeles. 
Zu seinen Autoren- und Produktionsarbeiten gehören Fernsehserien wie Farscape, Janette Oke: Die Coal Valley Saga, Tek War – Krieger der Zukunft, Raumschiff Enterprise – Das nächste Jahrhundert, Knightwatch, Once a Hero und Fame – Der Weg zum Ruhm. Zudem schrieb er einige Episoden von Serien wie Sliders – Das Tor in eine fremde Dimension, Star Trek: Deep Space Nine, Exosquad, Space Cops – Tatort Demeter City oder She-Wolf of London. Zusammen mit seinem langjährigen Autorenpartner Hans Beimler schuf er Beyond Reality, ein halbstündiges Science-Fiction/Fantasy-Drama für USA Network. Weiter schrieb er die Webserie Fusion und drehte dazu den Pilotfilm.
Mannings ist Dozent für das Extension Writers’ Program an der University of California, Los Angeles, wo er das Verfassen von Drehbüchern für Fernsehserien lehrt. 2017 lehrte er zudem in dem Masterstudiengang Serial Storytelling an der Internationalen Filmschule Köln.